# Rockin’ Kats
Rockin' Kats (яп. ニューヨークニャンキーズ Ню:ё:ку нянки:дзу) (английское название переводится как «Крутые коты», японское — как «Нью-Йорские коты (янки)») — игра для приставки NES, выпущена компанией Atlus в 1991 году. Главный герой кот Вилли пробирается через телевизионные каналы чтобы спасти девушку Джилл.

## Сюжет
Главный герой — кот по имени Вилли, который должен 5 раз спасти свою подругу Джилл, для чего необходимо пройти 5 уровней. Вилли вооружён боксерской перчаткой на пружине, которой он может выполнять различные трюки, например, цепляться, раскручиваться (делать сальто) или отталкиваться, а также ловить падающие предметы. Подругу Вилли кошку Джилл всё время похищает пёс Магзи, цель каждого из уровней — пройти его победив промежуточного и главного босса уровня.
Игра нелинейна — предоставляется возможность выбрать любой из четырёх уровней в любом порядке. Пятый уровень станет доступен после прохождения первых четырёх. После прохождения пятого уровня после завершения титров становится доступным шестой уровень, самый сложный. Магзи потребует ещё одной битвы и украдёт всё, что заработал игрок. Уровень разделён на пять коротких, но очень сложных сегментов. Главной особенностью дополнительного уровня является полное отсутствие бонусов. Нет возможности купить предметы или восполнить здоровье и даётся всего три дополнительные жизни. Если истратить их все на любом сегменте (включая босса), уровень придётся начинать с начала. Боссом уровня является Магзи, который ничем не отличающийся от основной игры.
Выбор уровня представляет собой телевизор, где игрок переключает каналы. На телевизоре доступно два особых канала — бонусный и магазин (стилизованный под телемагазин). В бонусном канале доступны три встроенных мини-игры, доступных между уровнями. Они являются вариациями рулетки, тира и баскетбола.

## Региональные версии
В Японии игра выходила под названием «New York Nyankies». Портреты героев имеют более простой вид. Некоторые детали в уровнях имеют отличия, например на уровне Downtown Street в японской версии встречаются надписи «CoCo Cola», в американской версии «ATLUS Soda». Сложность немного ниже в японской версии, в американской версии встречается больше противников, некоторые враги и боссы отнимают половину сердца, а не целиком. В Американской версии некоторые боссы и портрет Вилли показывают более выраженную злость, нежели в японской версии. В японской версии машина пса-клоуна имеет менее агрессивный взгляд, бульдог-пилот ухмыляется (в американской версии оскаливается), в сцене перед схваткой с боссом Вилли оскаливается в американской версии и Магзи изображён более правдоподобно и с клыками и пр.